# Peribaea fernia
Peribaea fernia är en tvåvingeart som först beskrevs av Louis-Paul Mesnil 1954.  Peribaea fernia ingår i släktet Peribaea och familjen parasitflugor.
Artens utbredningsområde är Rwanda. Inga underarter finns listade i Catalogue of Life.